# エラ・フレイヤ
エラ・フレイヤ（Ella Freya 1997年9月18日 - ）は、オランダ出身、日本在住のYouTuber・インフルエンサー・モデル。
本名はエリザベス・フレイヤ。愛称はエラにゃん。所属事務所はエクセリング。

## 経歴

### YouTube活動
2010年にYouTube活動を開始した。日本各地、旅をしながらご当地グルメを満喫して、名所を散策する動画が人気を博している。
現在の登録者数は80万人。大分県の貸切露天風呂を紹介したYouTube動画は1,100万回再生を超える。
その他SNSにおいても多くのフォロワーを獲得しており、Instagramは116.9万人、TikTokは70.1万人、X（旧Twitter）は38.5万人のフォロワーがいる（2025年5月16日現在）。

## 人物
所属事務所のプロフィール欄によると
- SNS総フォロワー262万人。
- 納豆をはじめ、寿司、刺身、お好み焼き、おにぎりなど、大の和食好き。
- 最初に来日したきっかけはゴシック&ロリータのファッション雑誌や漫画『NANA』、中学生の時に授業で見たアニメ『らき☆すた』の影響。
- 話せる言語はオランダ語、英語、日本語（フランス語、ドイツ語少々）。ロリータの服を買う時に日本語が読めなかったことがきっかけで、日本語を勉強するようになった。
- 趣味は音楽鑑賞、芸術鑑賞、ゲーム、コスプレ。
- 大学では都市計画を専攻していた。

## 出演

### テレビ番組
- 有吉ジャポンII ジロジロ有吉（2023年7月15日・22日、TBS）

## リリース作品

### 書籍
- 蘭蘭蘭（2021年3月10日、講談社デジタル。講談社の書籍総合部門で月間2位。）
- 凛凛凛（2021年9月1日、講談社デジタル）
- るんるんるん（2022年10月19日、講談社デジタル）
- 恋恋恋（2023年4月18日、講談社デジタル）
- きゅんきゅんきゅん（2023年9月20日、講談社デジタル）

### その他
- 『バイオハザード RE:4』（2023年3月発売）のヒロイン・アシュリー・グラハム (Ashley Graham)（英語版）のフェイスモデル[1][4]。